# 新四军第5师
新四军第5师，全称国民革命军新编第四军第五师，皖南事变后由鄂豫挺进纵队改编而成，李先念任师长兼政委，刘少卿任参谋长，任质斌任政治部主任，辖第13、第14、第15旅及第1、第2纵队。

## 概述
1941年4月，由鄂豫挺进纵队改编而成，在鄂豫皖湘赣边坚持抗日斗争。11月，第3纵队同第14旅1个团合编为特务旅。第1、第2纵队亦编入抗大第10分校和第13旅。第5师根据坚持鄂中、豫南基本区，巩固襄河以西，发展鄂东、鄂皖边的方针，积极作战，击退了国军对自兆山根据地进犯，打通了罗山、礼山、和信阳、应山的联系，恢复了大小悟山地区，开辟了鄂皖边抗日根据地。9月，反击国军制造的黄麻惨案，巩固和发展了鄂东根据地。11月，先后粉碎日军对黄坡、黄安和安陆应山边根据地的扫荡。同时以主力一部南下汉川汉阳沔阳地区，发起侏儒山战斗，歼灭汪精卫政权定国军第1师。1942年4月，相继成立了第1至第5军分区，保留第13、第14、第15旅的建制。

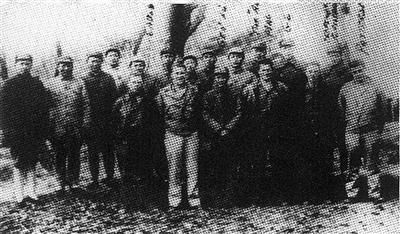
1944年，新四军第五师师长李先念（前排右4）与被营救的美军飞行员合影。

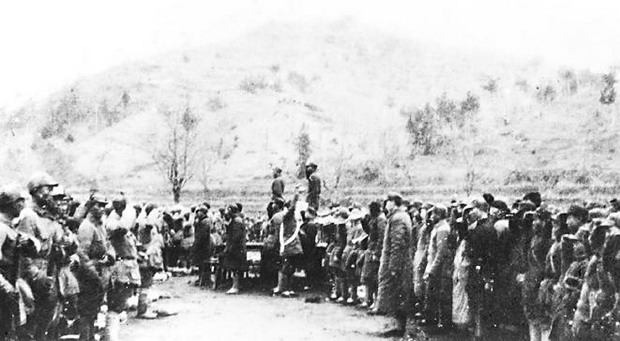
1945年1月29日，庆祝八路军南下支队与新四军第五师会师大会。

主力部队发展到12000余人，地方军13000余人。1942年3月，第14旅取得浠水、广济等战斗的胜利，击退国军对鄂东地区的进犯。4月，第13旅和第15旅先后粉碎日军对大悟山根据地和京山、天门汉川的扫荡。5、6月间，又粉碎国军对鄂豫皖边的全面进攻。接着以主力一部挺进鄂南，打开了该地区的抗战局面。7月21日，中央军委决定第5师暂归军委直接指挥。1943年初，第5师进行整编。第5旅同第3军分区合并；第4、第5军分区合并为第4军分区。至年底，部队发展到32000余人。
1944年7月，新四军第五师组成豫南游击兵团，积极执行发展河南的任务，开辟了津浦路东以胡冲店为中心的汝南正阳确山地区和津浦路西以竹沟东南之郭仙种为中心的路西根据地。10月，豫南游击兵团改为河南挺进兵团，司令员黄林，政委任质斌兼任。同月19日成立鄂豫皖湘赣军区，第5师兼军区机关，师长李先念任司令员兼政委，辖第13旅和5个军分区、河南挺进兵团。1945年1月，八路军南下支队抵大悟山与第5师会合。4月，第5师以6个团的兵力由大悟山和确山向随县以南、信阳西南敌后挺进，恢复了白兆山和四望山根据地，支援了南阳、老河口地区的国军对日作战。战略反攻开始后，第5师主力部队编组为野战军，积极参加反攻作战，至8月底，共歼日伪军84000余人，部队发展到47000余人。10月，第5师编入中原军区，参加第二次国共内战。

## 1941年编制
- 李先念任司令员兼政委
- 参谋长刘少卿
  - 参谋处处长：杨焕民
  - 副官处处长：李梓金
- 政治部主任任质斌
  - 组织部部长：顾循
  - 宣传部部长：刘放
  - 锄奸部部长：陈一震（1955大校，曾任五十军副政委）
  - 敌工部部长：邝林（黄宇齐）
  - 民运部部长：杨安平
  - 联络部部长：吴若岩（后任上海市政府副秘书长）
- 后勤部 部长许金彪 政委罗世初 副部长杨文忠（1947年7月遭人举报遇害）
  - 军需处处长：吴其芳（1944年11月牺牲）
- 卫生部 部长栗秀真 政委曾昌华（1955大校，曾任武汉军区后勤部副政委） 
  - 军医处处长：淡太阶
- 第13旅：旅长周志坚，政委方正平  副旅长肖远久 政治部主任栗在山
  - 第37团 团长夏世厚 政委戈平 参谋长黄世良 政治处主任杜宪邦（1943年9月牺牲）
  - 第38团 团长萧远久（兼） 政委栗在山（兼）副团长梁天云（1942年牺牲）参谋长罗孟刚（1955大校，曾任武汉军区后勤部副政委）政治处主任白相国
  - 第39团 团长蔡松荣 政委杨焕民/胡林 副团长黄世德（1946年9月牺牲）参谋长朱仿 政治处主任刘子海
- 第14旅：旅长罗厚福，政委张体学 副旅长吴林焕参谋长熊作芳 政治部主任夏农苔（1947年3月牺牲）
  - 第40团 团长黄宏坤（1955大校，曾任湖北省军区副司令员）政委熊作芳（兼）参谋长周正 政治处主任林魁（1943年牺牲）
  - 第41团 团长熊桐柏（1941年牺牲） 政委聂庆泰（1942年5月牺牲）
  - 第42团 团长冯仁傲 政委余孝礼（1955大校，曾任沈阳军区炮兵副主任） 参谋长王遵义（后任湖北商业厅副厅长）政治处主任胡仁
- 第15旅：旅长王海山，政委周志刚 副旅长朱理文（1941年12月牺牲） 参谋长张文津（1946年8月谈判时被国军杀害，时任中原军区干部旅旅长）
  - 第43团 团长兼朱理文（兼）/胡林 副团长张卓然 参谋长杨子仿（牺牲）/林光耀（1942年11月牺牲） 政治处主任林韬（曾任广西军区副司令）
  - 第44团 团长黄人杰 政委黄德奎 副团长许太鹏 参谋长刘友海 政治部主任方正
  - 第45团 团长曹玉清 政委李福泰（1944年牺牲）
- 第1游击纵队：司令员杨径睦（杨经曲，60岁加入新四军，1951年病逝），政委张执一。下辖两个团。1941年5月撤销番号，所属第1团改为师直特务团，所属第3团改为第15旅44团。
- 第2游击纵队：司令员兼政委黄林。副司令员冯仁恩。政治部主任刘英。原第7团与信南地方武装合编，1941年11月撤销番号
- 第3游击纵队：司令员兼政委何耀榜。1941年9月由鄂东地方武装编成，下辖独立第2团。11月编散。
- 鄂豫边区抗日保安司令部：司令员郑绍文， 政委夏忠武（1949年6月病逝）
- 鄂豫边区党委警卫团 团长兼政委汪进先（后任湖北省交通厅厅长）
- 师直特务团 团长张水泉（后任湖北省农垦厅厅长） 政委岳林 参谋长谭志正 政治处主任余潜
- 鄂南独立第5团 团长王甦（1941年7月牺牲） 政委黄全德（1941年9月牺牲）
- 信应独立团 团长蔡武
- 鄂北支队 支队长兼政委余剑天 副支队长宋斌（1944年8月牺牲）
- 随营军事学校 校长李先念（兼） 政委黄春庭（1942年1月牺牲）政治部主任冷新华（1955大校，曾任炮兵工程学院副政委）

## 军政委员会
新四军第5师军政委员会中国共产党在新四军第5师的集体领导机构。1941年4月30日，经中共中央军事委员会批准，在新四军第5师设立军政委员会，由李先念、任质斌、刘少卿、陈少敏四人组成，李先念任书记。1944年1月，增补郑位三为军政委员会委员。抗日战争胜利后撤销。